# Suriname op de Olympische Zomerspelen 2016
Suriname nam deel aan de Olympische Zomerspelen 2016 in Rio de Janeiro, Brazilië. Tot de selectie behoorden zes atleten, actief in vier verschillende olympische sporten. Atleet Jurgen Themen nam voor de derde opeenvolgende keer deel; de anderen debuteerden op de Spelen. Badmintonspeler Sören Opti droeg de Surinaamse vlag tijdens de openingsceremonie. In het mannenenkelspel kwam hij in 2016 niet voorbij de groepsfase.

## Deelnemers en resultaten
(m) = mannen, (v) = vrouwen 

### Atletiek
| Olympiër (deelname) | Onderdeel | Resultaat   | Prestatie                                  |
| ------------------- | --------- | ----------- | ------------------------------------------ |
| Jurgen Themen       | 100 m (m) | kwartfinale | kwartfinale: 10.47 (8e)                    |
|                     |           |             |                                            |
| Sunayna Wahi        | 100 m (v) | kwartfinale | series: 12.09 (1e) kwartfinale: 12.25 (8e) |

### Badminton
| Olympiër      | Onderdeel     | Resultaat  | Prestatie                                                                                      |
| ------------- | ------------- | ---------- | ---------------------------------------------------------------------------------------------- |
| Sören Opti VO | enkelspel (m) | groepsfase | groepsfase verloor van Lee Chong Wei (2–21, 3–21) verloor van Derek Wong Zi Liang (5–21, 6–21) |

### Judo
| Olympiër       | Onderdeel  | Resultaat    | Prestatie                                     |
| -------------- | ---------- | ------------ | --------------------------------------------- |
| Yigal Kopinsky | –66 kg (m) | tweede ronde | tweede ronde verloor van Houd Zourdani: ippon |

### Zwemmen
| Olympiër         | Onderdeel            | Resultaat | Prestatie               |
| ---------------- | -------------------- | --------- | ----------------------- |
| Renzo Tjon-A-Joe | 50 m vrije slag (m)  | 21e       | series: 22.23 (21e, NR) |
|                  |                      |           |                         |
| Evita Leter      | 100 m schoolslag (v) | 37e       | series: 1:14.96 (37e)   |

Afghanistan · Albanië · Algerije · Amerikaanse Maagdeneilanden · Amerikaans-Samoa · Andorra · Angola · Antigua en Barbuda · Argentinië · Armenië · Aruba · Australië · Azerbeidzjan · Bahama's · Bahrein · Bangladesh · Barbados · België · Belize · Benin · Bermuda · Bhutan · Bolivia · Bosnië en Herzegovina · Botswana · Brazilië · Britse Maagdeneilanden · Brunei · Bulgarije · Burkina Faso · Burundi · Cambodja · Canada · Centraal-Afrikaanse Republiek · Chili · China · Chinees Taipei · Colombia · Comoren · Congo-Brazzaville · Congo-Kinshasa · Cookeilanden · Costa Rica · Cuba · Cyprus · Denemarken · Djibouti · Dominica · Dominicaanse Republiek · Duitsland · Ecuador · Egypte · El Salvador · Equatoriaal-Guinea · Eritrea · Estland · Ethiopië · Fiji · Filipijnen · Finland · Frankrijk · Gabon · Gambia · Georgië · Ghana · Grenada · Griekenland · Groot-Brittannië · Guam · Guatemala · Guinee · Guinee‑Bissau · Guyana · Haïti · Honduras · Hongarije · Hongkong · Ierland · IJsland · India · Indonesië · Irak · Iran · Israël · Italië · Ivoorkust · Jamaica · Japan · Jemen · Jordanië · Kaaimaneilanden · Kaapverdië · Kameroen · Kazachstan · Kenia · Kirgizië · Kiribati · Kosovo · Kroatië · Laos · Lesotho · Letland · Libanon · Liberia · Libië · Liechtenstein · Litouwen · Luxemburg · Macedonië · Madagaskar · Malawi · Malediven · Maleisië · Mali · Malta · Marshalleilanden · Marokko · Mauritanië · Mauritius · Mexico · Micronesië · Moldavië · Monaco · Mongolië · Montenegro · Mozambique · Myanmar · Namibië · Nauru · Nederland · Nepal · Nicaragua · Nieuw-Zeeland · Niger · Nigeria · Noord-Korea · Noorwegen · Oeganda · Oekraïne · Oezbekistan · Oman · Oostenrijk · Oost-Timor · Pakistan · Palau · Palestina · Panama · Papoea-Nieuw-Guinea · Paraguay · Peru · Polen · Portugal · Puerto Rico · Qatar · Roemenië · Rusland · Rwanda · Saint Kitts en Nevis · Saint Lucia · Saint Vincent en Grenadines · Salomonseilanden · Samoa · San Marino · Sao Tomé en Principe · Saoedi-Arabië · Senegal · Servië · Seychellen · Sierra Leone · Singapore · Slovenië · Slowakije · Soedan · Somalië · Spanje · Sri Lanka · Suriname · Swaziland · Syrië · Tadzjikistan · Tanzania · Thailand · Togo · Tonga · Trinidad en Tobago · Tsjaad · Tsjechië · Tunesië · Turkije · Turkmenistan · Tuvalu · Uruguay · Vanuatu · Venezuela · Verenigde Arabische Emiraten · Verenigde Staten · Vietnam · Wit-Rusland · Zambia · Zimbabwe · Zuid-Afrika · Zuid-Korea · Zuid-Soedan · Zweden · Zwitserland
Individuele Olympische Atleten · Olympisch vluchtelingenteam